# رافاييل دا سيلفا سانتوس
رافاييل دا سيلفا سانتوس (بالبرتغالية: Rafael da Silva Santos‏) هو لاعب كرة قدم برازيلي، ولد في 22 مارس 1979 في ريو دي جانيرو في البرازيل. لعب مع باوليستا وبوتافوغو ريغاتاس وميونخ 1860 ونادي أمريكا ونادي نورنبرغ.

## وصلات خارجية
- رافاييل دا سيلفا سانتوس على موقع قاعدة بيانات كرة القدم.إي يو (الإنجليزية)
- رافاييل دا سيلفا سانتوس على موقع بيانات كرة القدم. دي إي (الألمانية)
- رافاييل دا سيلفا سانتوس على موقع عالم كرة القدم.نت (الإنجليزية)